# لورين أمبروز
لورين أمبروز (بالإنجليزية: Lauren Ambrose)‏ ممثلة أمريكية من مواليد 20 فبراير 1978، حاصلة على جائزة نقابة ممثلي الشاشة عامي 2003، 2004 كأفضل مجموعة في مسلسل درامي عن دورهم في مسلسل ستة أقدام تحت الأرض.

## روابط خارجية
- لورين أمبروز على موقع IMDb (الإنجليزية)
- لورين أمبروز على موقع روتن توميتوز (الإنجليزية)
- لورين أمبروز على موقع ألو سيني (الفرنسية)
- لورين أمبروز على موقع ميوزك برينز (الإنجليزية)
- لورين أمبروز على موقع أول موفي (الإنجليزية)
- لورين أمبروز على موقع قاعدة بيانات برودواي على الإنترنت (الإنجليزية)
- لورين أمبروز على موقع قاعدة بيانات الأفلام السويدية (السويدية)
- لورين أمبروز على موقع إن إن دي بي (الإنجليزية)
- لورين أمبروز على موقع قاعدة بيانات الفيلم (الإنجليزية)
- لورين أمبروز على موقع كينوبويسك (الروسية)